# Tymbodesmus insignatus
Tymbodesmus insignatus är en mångfotingart som beskrevs av Filippo Silvestri 1907. Tymbodesmus insignatus ingår i släktet Tymbodesmus och familjen Gomphodesmidae. Inga underarter finns listade i Catalogue of Life.